# 12214 Miroshnikov
12214 Miroshnikov este un asteroid din centura principală de asteroizi.

## Descriere
12214 Miroshnikov este un asteroid din centura principală de asteroizi. A fost descoperit pe 7 septembrie 1981 la Observatorul de Astrofizică din Crimeea de Liudmila Karacikina. Asteroidul prezintă o orbită caracterizată de o semiaxă mare de 3,20 ua, o excentricitate de 0,16 și o înclinație de 14,4° în raport cu ecliptica.